# Jump!
Jump! è un film del 2007 scritto e diretto da Joshua Sinclair.
È interpretato dagli attori: Ben Silverstone, Patrick Swayze e Martine McCutcheon. Il film è vagamente basato sulla vera storia di Philippe Halsman.

## Trama
Ambientato in Austria, nel 1928, con lo spettro del nazismo in aumento, un giovane ebreo, Philippe Halsman, è accusato di omicidio dopo la morte del padre durante un'escursione attraverso le Alpi. Le strane relazioni con suo padre e la prova evidente di essere stato colpito alla testa con una pietra, portano Halsman ad essere messo sotto processo ad Innsbruck dove il suo caso viene ripreso dagli avvocati di spicco del paese.

## Curiosità
- Nel film partecipano in due piccoli ruoli Stefanie Powers e Sybil Danning.